# Unirea (gmina)
Unirea – gmina w Rumunii, w okręgu Braiła. Obejmuje miejscowości Morotești, Unirea i Valea Cânepii. W 2011 roku liczyła 2399 mieszkańców. 